# Oka Yoshitake
Oka Yoshitake (japanisch 岡 義武; geboren 21. Oktober 1902 in Tōkyō; gestorben 5. Oktober 1990 daselbst) war ein japanischer Gelehrter mit Schwerpunkt Politikgeschichte.

## Leben und Wirken
Oka Yoshitake machte 1926 seinen Studienabschluss an der Universität Tōkyō im Fachbereich Politikwissenschaften. Zwei Jahre später wurde er Assistenzprofessor in der Juristischen Fakultät seiner Alma Mater. Von 1936 bis 1938 bildete er sich in Europa und in den USA weiter. Nach seiner Rückkehr wurde er 1939 Professor. Beim Ausscheiden 1963 aus dem Lehramt wurde er von der Universität als „Meiyo Kyōju“ verabschiedet.
In Verbindung mit der internationalen Politikgeschichte entwickelte Oka eine neue Sicht auf die japanische und publizierte „Aufbruchszeit des Meiji-Japans“ (黎明期の明治日本, Reimiki no Meiji Nihon). Auch während des Pazifikkriegs vertrat er die These, dass der Liberalismus nicht aufgegeben werden dürfe. Dabei orientierte er sich an der Ansicht seines Lehrers Yoshino und anderen Persönlichkeiten.
Gleich nach Ende des Krieges publizierte Oka 1945 die „Politikgeschichte des Europas der Neuzeit“ (近代欧州政治史, Kindai Ōshū seiji-shi) und 1947 „Formierung Japans der Neuzeit“ (近代日本の形成, Kindai Nihon no keisei) und 1955 die „Geschichte der internationalen Politik“ (国際政治史, Kokusai seiji-shi), für die er 1956 den Mainichi-Kulturpreis erhielt. Da nach seiner Ansicht Politik nicht im Grunde nicht von Ämtern, sondern von Personen gemacht wird, verfasste er 1950 „Strategie der Politiker der Neuzeit“ (近代政治家のストラテジー), 1958 ein Buch zu Yamagata Aritomo (1838–1922), 1960 „Politiker des neuzeitlichen Japans – ihr Schicksal und ihr Charakter“  (近代日本の政治家――その運命と性格, Kindai Nihon no seijika – sono ummei to seikaku) und 1972 ein Buch zu Konoe Fumimaro (1891–1945). Am Ende seines Lebens folgte 1990 eine Übersicht „Politiker Japans der Neuzeit“ (近代日本の政治家, Kindai Nihon no seijika).
1972 wurde Oka Mitglied in der Akademie der Wissenschaften. 1977 wurde er als Person mit besonderen kulturellen Verdiensten geehrt und 1986 mit dem Kulturorden ausgezeichnet.